# Félix Restrepo Mejía
Félix Restrepo Mejía (Medellín, 13 de marzo de 1887 - Bogotá, 16 de diciembre de 1965) fue un jesuita, sacerdote, escritor, pedagogo, erudito clásico y humanista colombiano. 
Reconocido durante las décadas de 1930 y 1940 por apoyar el fascismo sobre todo en su vertiente ibérica. Por ello fue promotor incansable del corporativismo en Colombia. 

## Biografía
Nacido en Medellín, fue educado en escuelas jesuitas de esta ciudad, en Burgos y Oña, ambas en España y Múnich, Alemania.
Fue rector de la Pontificia Universidad Javeriana, también una escuela jesuita en Bogotá, entre 1940 y 1949. Por iniciativa de Jorge Eliécer Gaitán, (Ministro de Educación y más tarde candidato a la presidencia de Colombia, asesinado en 1949) fundó el Ateneo Nacional de Altos Estudios que pasó a ser posteriormente el Instituto Caro y Cuervo una de las más prestigiosas instituciones de investigación filológica y lingüística en el idioma español. 
Como periodista, fundó y dirigió en su país y fuera de él algunas publicaciones, tales como la revista Horizontes (1913); Juventud Católica (Santafé de Bogotá 1926-1929); la Revista Javeriana (1934-1945); fue redactor del diario El Debate (España) y de la Revista Razón y Fe (España).